# Heresznye
Heresznye è un comune dell'Ungheria di 293 abitanti situata nella contea di Somogy, nell'Ungheria centro-occidentale.